# Poltergeist III
Poltergeist III är en amerikansk skräckfilm från 1988 i regi av Gary Sherman. Filmen är en uppföljare till Poltergeist och Poltergeist II – Den andra sidan.

## Handling
Carol Anne (Heather O'Rourke) skickas iväg för att bo hos sina släktingar Bruce (Tom Skerritt) och Patricia (Nancy Allen) i en skyskrapa i Chicago. Den ondskefulle prästen Kane (Nathan Davis) är fortfarande efter henne och hela byggnaden terroriseras av spöken som gömmer sig bakom speglar.

## Medverkande (i urval)
| Tom Skerritt     | – Bruce Gardner           |
| Nancy Allen      | – Patricia Wilson-Gardner |
| Heather O'Rourke | – Carol Anne Freeling     |
| Zelda Rubinstein | – Tangina Barrons         |
| Lara Flynn Boyle | – Donna Gardner           |
| Nathan Davis     | – Henry Kane              |

## Om filmen
- Julian Beck, som spelade Henry Kane i Poltergeist II – Den andra sidan, dog innan filmen skulle spelas in, så han ersattes av Nathan Davis.
- Efter att filmen hade spelats in dog huvudrollsinnehavaren Heather O'Rourke i tarmvred.